# Segunda División 2022/23
Die Segunda División 2022/23 (durch Sponsoring offiziell LaLiga SmartBank) war die 92. Saison der zweiten spanischen Liga. Die 22 Mannschaften trafen an 42 Spieltagen jeweils zweimal aufeinander. Bei Punktgleichheit zählte der direkte Vergleich zwischen den beteiligten Mannschaften. Die zwei besten Mannschaften stiegen direkt in die Primera División auf. Die Teams auf den Plätzen drei bis sechs ermittelten in den Play-offs den dritten Aufsteiger, wohingegen die letzten vier Vereine absteigen mussten.

## Teams
| Verein            | Stadt                      | Stadion                           | Kapazität |
| ----------------- | -------------------------- | --------------------------------- | --------- |
| Albacete Balompié | Albacete                   | Estadio Carlos Belmonte           | 17.300    |
| FC Andorra        | Andorra la Vella           | Estadi Nacional                   | 3.306     |
| Burgos CF         | Burgos                     | Estadio Municipal de El Plantío   | 12.194    |
| FC Cartagena      | Cartagena                  | Estadio Cartagonova               | 15.105    |
| Deportivo Alavés  | Vitoria-Gasteiz            | Estadio Mendizorrotza             | 19.840    |
| SD Eibar          | Eibar                      | Estadio Municipal de Ipurua       | 07.083    |
| Sporting Gijón    | Gijón                      | Estadio Municipal El Molinón      | 30.000    |
| FC Granada        | Granada                    | Estadio Nuevo Los Cármenes        | 19.336    |
| SD Huesca         | Huesca                     | Estadio El Alcoraz                | 08.000    |
| UD Ibiza          | Ibiza                      | Palladium Can Misses              | 04.500    |
| UD Las Palmas     | Las Palmas de Gran Canaria | Estadio de Gran Canaria           | 31.250    |
| CD Leganés        | Leganés                    | Estadio Municipal de Butarque     | 12.450    |
| UD Levante        | Valencia                   | Estadio Ciudad de Valencia        | 26.354    |
| CD Lugo           | Lugo                       | Estadio Anxo Carro                | 07.070    |
| FC Málaga         | Málaga                     | Estadio La Rosaleda               | 30.044    |
| CD Mirandés       | Miranda de Ebro            | Estadio Municipal de Anduva       | 05.759    |
| Real Oviedo       | Oviedo                     | Estadio Nuevo Carlos Tartiere     | 30.500    |
| SD Ponferradina   | Ponferrada                 | Estadio El Toralín                | 08.400    |
| Racing Santander  | Santander                  | El Sardinero                      | 22.222    |
| Real Saragossa    | Saragossa                  | La Romareda                       | 33.608    |
| CD Teneriffa      | Santa Cruz de Tenerife     | Estadio Heliodoro Rodríguez López | 22.824    |
| FC Villarreal B   | Villarreal                 | Ciudad Deportiva                  | 5.000     |

## Abschlusstabelle
| Pl.             | Verein                | Sp. | S  | U  | N  | Tore    | Diff. | Punkte |
| --------------- | --------------------- | --- | -- | -- | -- | ------- | ----- | ------ |
| 1.              | FC Granada (A)        | 42  | 22 | 9  | 11 | 055:300 | +25   | 75     |
| 2.              | UD Las Palmas         | 42  | 18 | 18 | 6  | 049:290 | +20   | 72     |
| 3.              | UD Levante (A)        | 42  | 18 | 18 | 6  | 046:300 | +16   | 72     |
| 4.              | Deportivo Alavés (A)  | 42  | 19 | 14 | 9  | 047:330 | +14   | 71     |
| 5.              | SD Eibar              | 42  | 19 | 14 | 9  | 045:360 | +9    | 71     |
| 6.              | Albacete Balompié (N) | 42  | 17 | 16 | 9  | 058:470 | +11   | 67     |
| 7.              | FC Andorra (N)        | 42  | 16 | 11 | 15 | 047:370 | +10   | 59     |
| 8.              | Real Oviedo           | 42  | 16 | 11 | 15 | 034:350 | −1    | 59     |
| 9.              | FC Cartagena          | 42  | 16 | 10 | 16 | 047:490 | −2    | 58     |
| 10.             | CD Teneriffa          | 42  | 14 | 15 | 13 | 042:370 | +5    | 57     |
| 11.             | Burgos CF             | 42  | 13 | 15 | 14 | 033:350 | −2    | 54     |
| 12.             | Racing Santander (N)  | 42  | 14 | 12 | 16 | 039:400 | −1    | 54     |
| 13.             | Real Saragossa        | 42  | 12 | 17 | 13 | 040:390 | +1    | 53     |
| 14.             | CD Leganés            | 42  | 14 | 11 | 17 | 037:420 | −5    | 53     |
| 15.             | SD Huesca             | 42  | 11 | 19 | 12 | 036:360 | ±0    | 52     |
| 16.             | CD Mirandés           | 42  | 13 | 13 | 16 | 048:540 | −6    | 52     |
| 17.             | Sporting Gijón        | 42  | 11 | 17 | 14 | 043:480 | −5    | 50     |
| 18.             | FC Villarreal B (N)   | 42  | 13 | 11 | 18 | 049:550 | −6    | 50     |
| 19.             | SD Ponferradina       | 42  | 9  | 17 | 16 | 040:530 | −13   | 44     |
| 20.             | FC Málaga             | 42  | 10 | 14 | 18 | 037:440 | −7    | 44     |
| 21.             | UD Ibiza              | 42  | 7  | 13 | 22 | 033:660 | −33   | 34     |
| 22.             | CD Lugo               | 42  | 6  | 13 | 23 | 027:570 | −30   | 31     |
| Stand: Endstand |                       |     |    |    |    |         |       |        |

Platzierungskriterien: 1. Punkte – 2. Direkter Vergleich (Punkte, Tordifferenz, geschossene Tore) – 3. Tordifferenz – 4. geschossene Tore

| (A) | Absteiger aus der Primera División 2021/22    |
| (N) | Aufsteiger aus der Segunda División B 2021/22 |

## Play-offs
Der Dritte spielte gegen den Sechsten, der Vierte gegen den Fünften. Die jeweiligen Sieger nach Hin- und Rückspielen trafen im Anschluss ebenfalls in zwei Partien aufeinander, um den dritten Aufsteiger in die Primera División 2023/24 zu bestimmen. Die ranghöhere Mannschaft hatte jeweils im Rückspiel Heimrecht. Die Hinspiele fanden am 3., die Rückspiele am 7. und 8. Juni 2023 statt. Die Finalspiele wurden am 11. und am 17. Juni 2023 ausgetragen.
Halbfinale
|                       | Gesamt |                      | Hinspiel | Rückspiel |
| --------------------- | ------ | -------------------- | -------- | --------- |
| SD Eibar (5)          | 1:3    | Deportivo Alavés (4) | 1:1      | 0:2       |
| Albacete Balompié (6) | 1:6    | UD Levante (3)       | 1:3      | 0:3       |

Finale
|                      | Gesamt |                | Hinspiel | Rückspiel |
| -------------------- | ------ | -------------- | -------- | --------- |
| Deportivo Alavés (4) | 1:0    | UD Levante (3) | 0:0      | 1:0 n. V. |

## Torschützenliste
Bei gleicher Anzahl an Toren sind die Spieler alphabetisch gelistet.
| Pl.               | Spieler                | Mannschaft             | Tore |
| ----------------- | ---------------------- | ---------------------- | ---- |
| 01.               | Myrto Uzuni            | FC Granada             | 23   |
| 02.               | Raúl García            | CD Mirandés            | 19   |
| 03.               | Sinan Bakış            | FC Andorra             | 12   |
| 03.               | Stoichkov              | SD Eibar               | 12   |
| 05.               | Enric Gallego          | CD Teneriffa           | 11   |
| 05.               | Higinio Marín          | Albacete Balompié      | 11   |
| 07.               | Rubén Castro           | FC Málaga              | 10   |
| 07.               | Jonathan Dubasin       | Albacete Balompié      | 10   |
| 07.               | Luis Rioja             | Deportivo Alavés       | 10   |
| 10.               | sieben weitere Spieler | sieben weitere Spieler | 09   |
| Stand: Saisonende |                        |                        |      |